# Бережница (Жидачовская городская община)
Бережни́ца (укр. Бережниця) — село в Жидачовской городской общине Стрыйского района Львовской области Украины.
Население по данным 2022 года составляло 1193 человека. Занимает площадь 1,811 км². Почтовый индекс — 81743. Телефонный код — 3239.